# Pseudomyrmex pupa
Pseudomyrmex pupa é uma espécie de formiga do género Pseudomyrmex, subfamilia Pseudomyrmecinae. Esta espécie foi descrita cientificamente por Forel em 1911.

## Distribuição
Encontra-se em Bolívia, Brasil, Equador e México.